# Josef Alm (spelman)
Josef Magnus Alm, född 15 juni 1880 i Norrköping, Östergötlands län, död 26 juni 1946 i Norrköping, Östergötlands län, var en svensk tonsättare och spelman.

## Biografi
Josef Alm föddes 15 juni 1880 i Norrköping. Han var son till poliskonstapeln Klas Magnus Alm och Maria Lovisa Wikström. Familjen flyttade 1911 till Smålandsgatan 4 i staden. Under den tiden arbeta Alm som fabriksarbetare. Hans far avled 1919 och Alm började från omkring 1920 att arbeta som musiker. Alm avled 26 juni 1946 i Norrköping.
Vid åtta års ålder blev Alm fiolelev hos murare och spelmannen Lindberg i Norrköping. Alm kom senare att ta lektioner för en musiker som även lärde honom noter. Många av hans låtar kommer från spelmannen Carl August Lindblom, Rejmyre, som han såg upp till. Alms stråkföring var bra och hans spelteknik var relativt modern.

## Verklista
Låtarna upptecknades 1917 av Axel Boberg och 1924 av spelmannen Olof Andersson.
- Polska efter Lindblom. Låten var populär och spelades av Pelle Fors, Ivar Hultqvist och Boström.
- Polska i F-dur efter Lindblom.
- Polska i A-dur.
- Vals i A-dur efter Lindblom.
- Vals i A-dur efter Lindblom.
- Polska i A-dur efter Lindblom.
- Vals i A-dur efter Lindblom. Även kallad Sju och sjuttio kärringar.
- Vals i Bb-dur efter Lindblom.
- Polska i D-dur efter Lindblom.
- Vals i C-dur efter Lindblom.
- Vals i A-dur.
- Vals i A-dur efter Lindblom.
- Polska i G-dur efter Lindblom.
- Polska i C-dur efter Lindblom. Polskan återfinns redan på 1700-talet i olika varianter.
- Polska i G-dur.
- Polska i G-dur efter Lindblom.
- Polska i F-dur efter Lindblom.
- Polska i A-dur efter Lindblom.
- Polska i A-dur efter Lindblom. Den första polskan som Alm lärde sig.
- Vals i A-dur. Även kallad Pinntorpafruns vals.
- Vals i A-dur efter Lindblom. Även kallad Midsommarvalsen. Lindblom burkade spela valsen vid midsommar på Beckershov i Södermanland.